# Bazylika Zaśnięcia Najświętszej Maryi Panny w Jerozolimie
Bazylika Zaśnięcia Najświętszej Maryi Panny w Jerozolimie – kościół opactwa benedyktynów znajdujący się na wzgórzu, na południe od murów Starego Miasta, obok Wieczernika i Grobu Dawida.

## Historia
Miejsce to otaczano czcią już we wczesnym chrześcijaństwie, uważając że tu nastąpiło zaśnięcie (śmierć) matki Jezusa Chrystusa. Zaczęto też utożsamiać to wzgórze z górą Syjon, którą to nazwą określano niekiedy sąsiednie wzgórze Ofel.
Na początku IV wieku n.e. Bizantyjczycy zbudowali tu Bazylikę Hagia Sion (Święty Syjon), zniszczoną przez Persów w 614. W XII wieku krzyżowcy wznieśli na pozostałościach wcześniejszej budowli kościół Świętej Marii z Góry Syjon (Santa Maria in Monte Sion), który w 1187 także został zniszczony. Zakonnicy przebywali tutaj do 1524 roku, kiedy wypędzili ich stąd muzułmanie. Następnie, aż do końca XIX wieku to miejsce pozostawało opuszczone. W 1910 z inicjatywy niemieckiego cesarza Wilhelma II wzniesiono tu opactwo i kościół w stylu neoromańskim na wzór katedry w Akwizgranie, podniesiony do rangi bazyliki mniejszej w 1957.
Współcześnie kościół posiada styl romański, przypomina twierdzę zwieńczoną wyniosłą kopulastą wieżą zegarową z szarym stożkowym dachem i 4 wieżyczkami. W środku półokrągłej absydy znajduje się mozaika przedstawiająca Maryję z Dzieciątkiem Jezus, poniżej umieszczono postacie 12 proroków. Wzdłuż bocznych ścian znajduje się 6 kaplic również zdobionych mozaikami, które ukazują m.in. drzewo genealogiczne Jezusa, chrzest Jezusa w Jordanie oraz świętych.
Poniżej znajduje się krypta z wewnętrzną, centralną kaplicą. W niej, otoczona kolumnami, na postumencie spoczywa naturalnej wielkości drewniana figura śpiącej Maryi; jej ręce i twarz wykonane są z kości słoniowej. Sufit kaplicy zdobi mozaika przedstawiająca Chrystusa Pantokratora oraz wizerunki znanych niewiast biblijnych (m.in. Rut i Estera).